# Kelurahan Panggungrejo (administrativ by i Indonesien, lat -8,06, long 111,89)
Kelurahan Panggungrejo är en administrativ by i Indonesien.   Den ligger i provinsen Jawa Timur, i den västra delen av landet, 600 km öster om huvudstaden Jakarta.